# رادوفيتش
رادوفيتش (بالمقدونية: Радовиш) مدينة في مقدونيا الشمالية. يبلغ عدد سكان المدينة 16 ألف و223 نسمة.

## وصلات خارجية
- الموقع الرسمي لبلدية رادوفيتش (بالمقدونية)
- معلومات عامة حول رادوفيتش (بالإنجليزية)